# Michael Renz (Manager)
Michael Renz (* 5. März 1953 in Pforzheim) ist ein deutscher Manager und Versicherungsmathematiker. Er war in leitender Funktion für die db-Leben, den Deutschen Herold und die Zurich Gruppe Deutschland tätig. Zudem war er Vorsitzender der Deutschen Aktuarvereinigung, von Oktober 2014 bis Oktober 2015 war er Vorsitzender der Europäischen Aktuarvereinigung.

## Werdegang
Renz studierte bis 1979 Wirtschaftsingenieurwesen an der Universität Karlsruhe. Anschließend begann er seine Karriere im Versicherungsbereich, als er als Berufseinsteiger bei der Allianz Lebensversicherung begann und dort als Referent in den Bereichen Mathematik, Rechnungswesen, Vermögensanlagen tätig war. Parallel zu seinen dortigen Tätigkeiten promovierte er bis 1986 in Karlsruhe.
Im Sommer 1986 wechselte Renz zur Condor Lebensversicherung, wo er im September 1987 Prokura erhielt. Wenige Monate später wechselte er jedoch als Geschäftsführer zur Gesellschaft für Finanzmarketing, bei der er als für Versicherungen zuständiges Vorstandsmitglied Peter Gessner beerbte. Dort war er mit den Vorbereitungen zur Gründung der vor allem als db-Leben bekannten Lebensversicherungs-AG der Deutschen Bank betraut. Am 1. September 1989 nahm die neu gegründete Versicherungsgesellschaft den Geschäftsbetrieb auf, Renz war neben dem Vorstandsvorsitzenden Johann Wieland, Sven-Michael Slottko und Martin Wagener einer der vier Vorstände, seine Ressorts waren die Betriebsorganisation, die Datenverarbeitung, die Mathematik, das Rechnungswesen und das Controlling. Im Zuge einer Umstrukturierung des Versicherungsgeschäfts der Deutschen Bank wechselte er 1993 in den Vorstand der ebenfalls vom Bankkonzern mit Mehrheitsbesitz kontrollierten Deutscher Herold Versicherungsgruppe. Als die Zurich Insurance Group 2002 die Mehrheit am Deutschen Herold übernahm, blieb er dem Unternehmen treu, bis Ende 2011 saß er im Vorstand der Gesellschaft.
Nach seinem Ausscheiden trat Renz einerseits als freier Berater auf, andererseits wurde er in die Aufsichtsräte der myLife Lebensversicherung, der Protektor Lebensversicherungs-AG und von HBA-Consulting gewählt.
Seit 2003 ist Renz Mitglied des Vorstandes der Deutschen Aktuarvereinigung, 2007 bis 2009 war er stellvertretender und von 2009 bis 2011 Vorsitzender der Vereinigung. Von Oktober 2014 bis Oktober 2015 war er Vorsitzender der Europäischen Aktuarvereinigung.